# Estatua de Harvey W. Scott
Harvey Scott o Harvey W. Scott es una escultura de bronce ubicada en la ciudad de Portland, en el estado de Oregón (Estados Unidos). Representa al pionero estadounidense, editor de periódicos e historiador Harvey W. Scott. Es obra de Gutzon Borglum y estaba instalada en el Monte Tabor hasta su remoción en octubre de 2020.
Modelada en 1930 y esculpida en 1933, es una de las obras finales de Borglum y fue donada por la familia de Scott. A la ceremonia de inauguración del monumento asistieron 3000 personas. La estatua ha sido administrada por la Oficina de Parques y Recreación de la Ciudad de Portland, y más tarde por la Colección de Arte Público del Condado de Multnomah y la Ciudad de Portland, cortesía del Consejo Regional de Arte y Cultura. La escultura ha sido destrozada varias veces y ha aparecido en muchas guías de Portland como una característica del Monte Tabor.

## Descripción
La estatua de bronce de 2 toneladas es de Gutzon Borglum representa "con el ceño fruncido" a Harvey W. Scott, un pionero estadounidense y editor durante mucho tiempo del periódico The Oregonian,  apuntando su brazo derecho extendido hacia el oeste hacia el centro de Portland y el futuro. El monumento se instaló en Mount Tabor Park, un parque en Mount Tabor, un volcán inactivo en el barrio homónimo del sureste de Portland.
La estatua de Scott se instaló en el lado sur de la cumbre y mira al sureste, hacia el monte Scott; la estatua "altísima" se ubicó en una terraza de basalto con dos bancos y escalones de hormigón. Mide 3,4 m × 1,1 m × 1,2 m, y tiene una base de granito de 2,6 m × 1,7 m × 1,9 m Una inscripción del borde lateral del zócalo dice; GUTZON – BORGLUM – SCULPTOR y en el reverso lleva la inscripción; KUNST – FDRY NEW YORK. El frente de la base dice: HARVEY W. SCOTT / 1838–1910 / PIONEER / EDITOR / PUBLISHER / MOLDER OF OPINION / IN OREGON / AND THE NATION.

## Historia
La estatua de Scott se encuentra entre las obras finales de Borglum; fue modelado en el estudio de Borglum en 1930 mientras él también trabajaba en Mount Rushmore y esculpido en 1933. Fue obsequiada por la esposa de Scott (Margaret) y otros miembros de su familia, incluido un legado de 20 000 dólares.
En 1928, se presentó al consejo de la ciudad una resolución que aceptaba una estatua, y Leslie M. Scott confirmó que se estaban considerando seis sitios de instalación, incluidos Mount Scott Park, North y South Park Blocks, Terwilliger Boulevard y Washington Park. El 31 de agosto, The Oregonian dijo que Borglum planeaba completar e instalar la obra "dentro de un año"; una vez terminado, el diseño o modelo sería inspeccionado por el consejo, quien ayudaría a determinar un sitio apropiado. Leslie Scott y Ambrose B. Scott se desempeñaron como albaceas de la herencia y se les encomendó la tarea de presentar la estatua a Portland.

### Construcción y selección del sitio

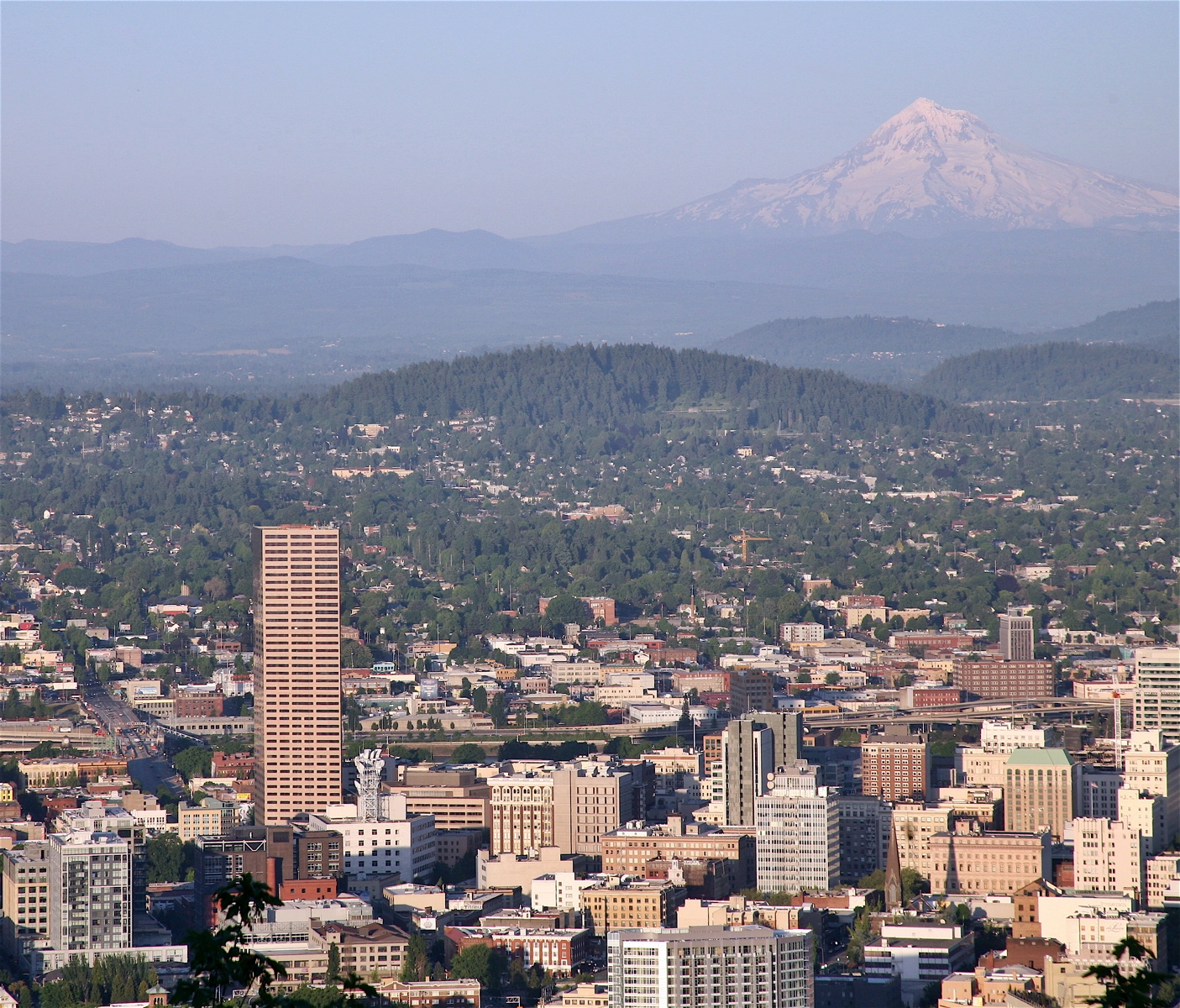
Borglum y la comisión de arte de Portland seleccionaron el Monte Tabor, un volcán inactivo que se ve aquí entre el centro de Portland y el Monte Hood, como el sitio de instalación del monumento.

La familia Scott seleccionó a Borglum para completar el monumento, y el sitio del monumento fue elegido por el escultor y la comisión de arte de la ciudad. Borglum seleccionó el lugar en 1928 durante una visita a Portland con su hijo Lincoln como invitados de Leslie Scott y el coronel A. E. Clark; Borglum creía que la ciudad tenía muchos sitios adecuados para el monumento y seleccionó el Monte Tabor como "... la más poética, la más hermosa de todas". Durante su visita, le dijo a The Oregonian :

Por supuesto, este país está plagado de estatuas de ángeles y mujeres con los ojos vendados que sostienen balanzas en alto, pero ¿qué hay de la gloriosa historia de esta gran nación, la nación más grande que jamás haya existido en la tierra? Nuestras estatuas deben ser de los hombres que hicieron nuestra historia. Scott, aquí en Oregon, fue uno de ellos.

La comisión de artes recién formada aprobó la ladera sur del volcán inactivo como sitio de instalación en mayo de 1930. En octubre, Leslie Scott confirmó que la estatua sería más grande que el diseño de 2,1 m y The Oregonian informaron mayo de 1931 como la fecha prevista de presentación. Para entonces, Borglum había pasado tres meses creando el modelo de arcilla a partir del cual se hicieron vaciados en yeso, siguiendo una serie de 76 cm modelos de arcilla. Los moldes se enviaron a Chicago para rellenarlos con bronce. Borglum fue asistido por Ivan Houser, y la escultura fue fundida por Kunst Foundry de Nueva York. The Oregonian también describió los planes para el pedestal y la base del monumento:

El pedestal de granito tendrá ocho pies de alto y cuatro pies cuadrados y pesará 20 toneladas. Tendrá las líneas generales de la columna dórica, expresando fuerza; con un ligero abultamiento y con estrías en las esquinas. El pedestal tendrá una base un poco más grande que sus dimensiones. La inscripción se colocará en el bloque de granito. Aún no se ha seleccionado.

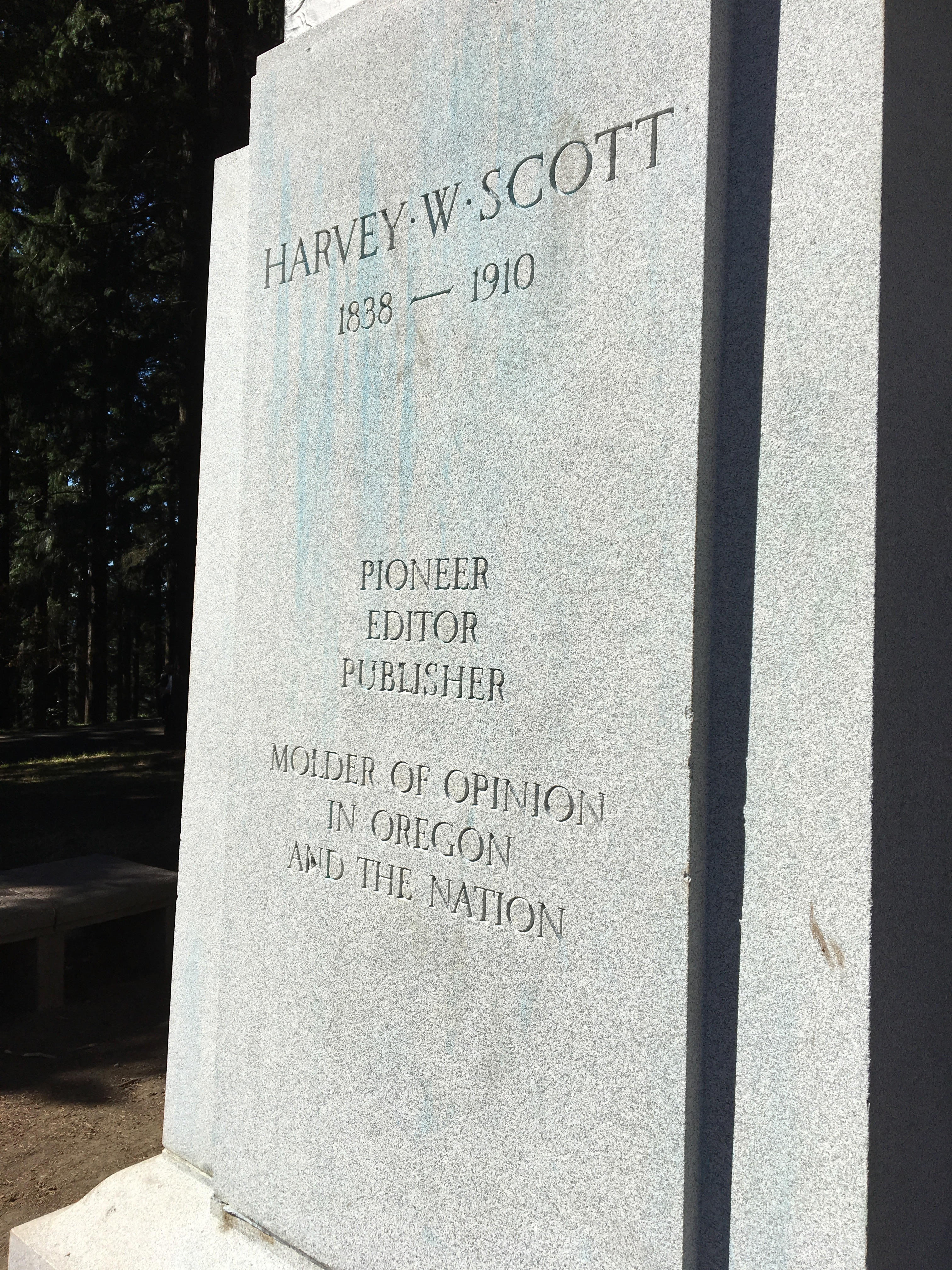
Inscripciones en la base

Cuando la estatua llegó a Portland el 10 de abril de 1931, ya se había iniciado el trabajo de construcción de una base temporal de madera. Varios días después, la escultura se exhibió en la estructura de madera en la cima del monte Tabor para permitir que los miembros de la comisión de artes finalizaran el diseño de la base de granito permanente. La ubicación y la orientación exactas de la estatua fueron determinadas en febrero de 1932 por la comisión de artes, miembros del capítulo del Instituto Americano de Arquitectos de Oregón y Leslie Scott, quien pasó horas probando opciones. Se utilizaron dos bases temporales mientras se tomaban las decisiones finales de ubicación.

### Dedicación y posterior mantenimiento
El monumento llegó en julio de 1933 y se dedicó en una ceremonia "impresionante" a la que asistieron 3000 personas, incluidas "numerosas personalidades de fuera de la ciudad". Los oradores incluyeron al gobernador Julius Meier, el editor del San Francisco Chronicle, Chester Harvey Rowell, y Joseph Schafer, el superintendente de la Sociedad Histórica de Wisconsin, quien describió el impacto de Scott en el Noroeste del Pacífico. Leslie Scott presentó formalmente la estatua, que fue inaugurada por la nieta de Scott, Elizabeth, y recibida por el alcalde Joseph K. Carson. Clark se desempeñó como presidente general del programa y J. Whitcomb Brougher, pastor de la iglesia bautista Tremont Temple de Boston, pronunció una invocación. También asistieron miembros de la familia de Scott, quienes en la década de 1940 crearon el Fondo Conmemorativo de la Estatua de Scott con 5000 para usar en el mantenimiento futuro.
En 1953, la estatua se almacenó temporalmente mientras el pedestal original, que se había agrietado, se reemplazó por uno nuevo de bronce. El trabajo fue inspeccionado y considerado "bien mantenido" por el programa "¡Salva la escultura al aire libre!" de la Institución Smithsonian en 1993, cuando la estatua fue administrada por la Oficina de Parques y Recreación de la ciudad de Portland. Posteriormente, la escultura fue administrada por la Colección de Arte Público del Condado de Multnomah y la Ciudad de Portland, cortesía del Consejo Regional de Artes y Cultura (RACC). En 2010, RACC supervisó una restauración del monumento de 8000 dólares que fue financiada en parte por Oregon Cultural Trust.

### Vandalismo y reemplazo

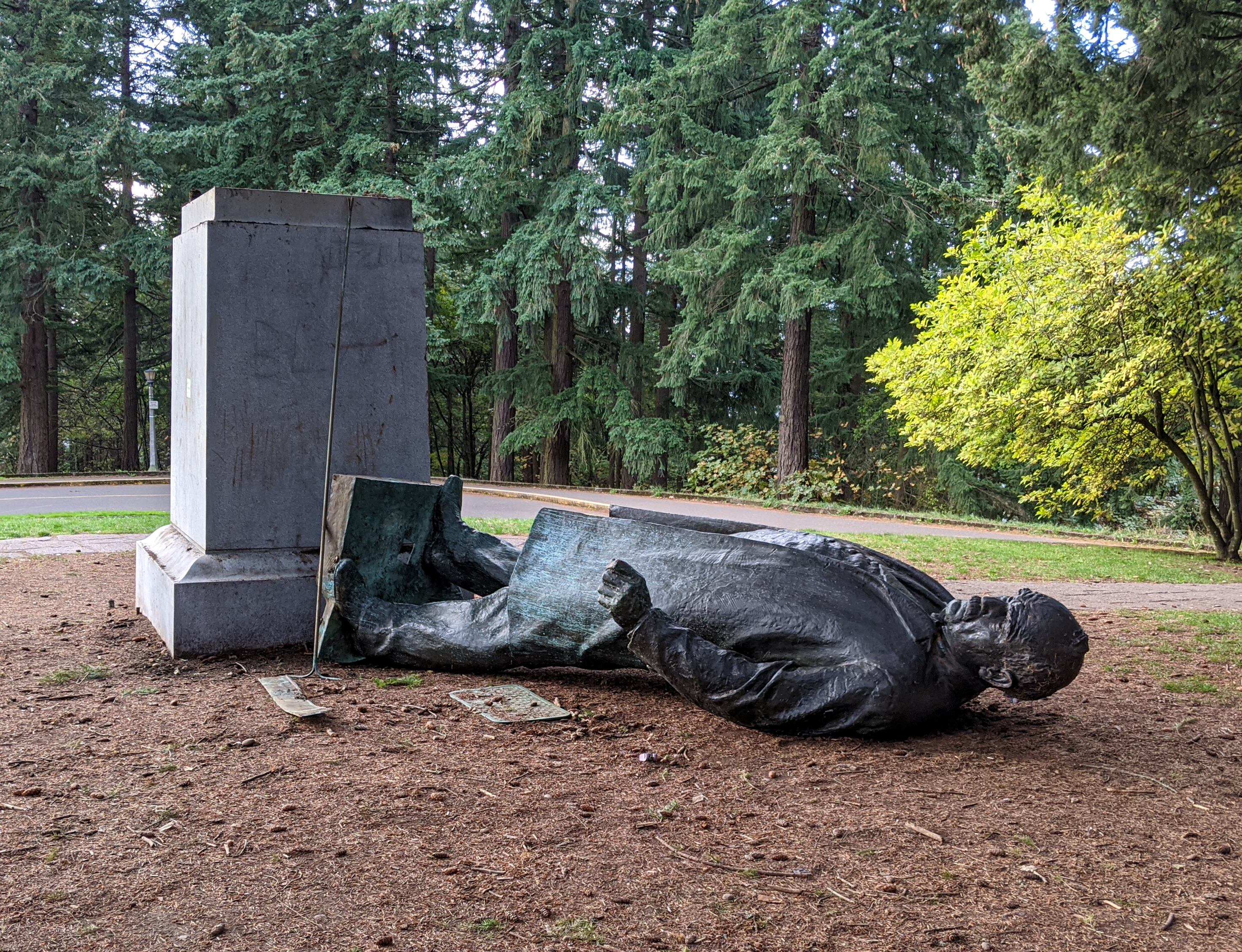
La estatua, derribada en octubre de 2020

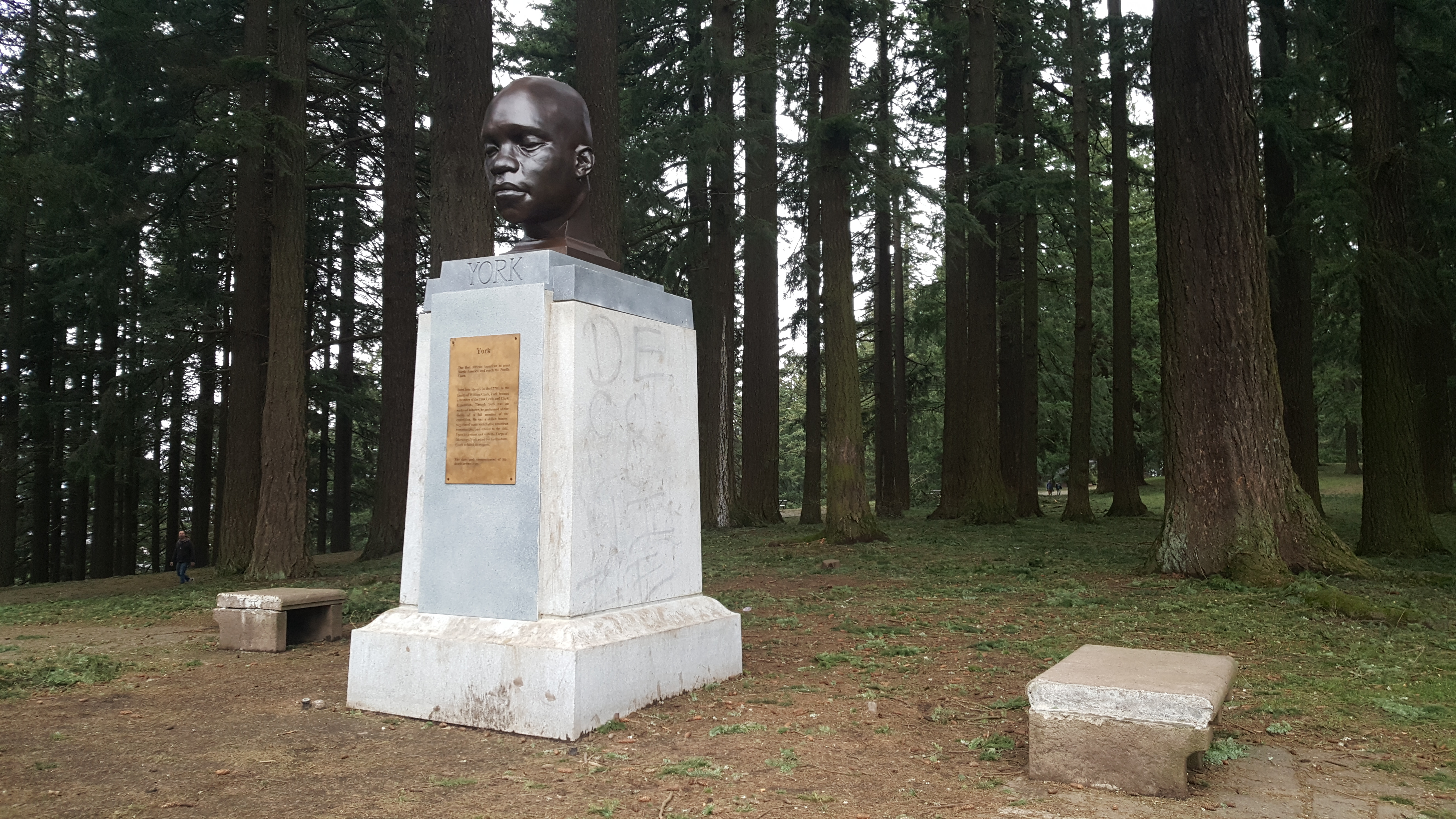
Busto de York, febrero de 2021

La estatua fue destrozada en mayo de 2019 y se requirió la eliminación de grafiti. En noviembre del mismo año, la obra de arte fue nuevamente destrozada por un perpetrador desconocido, quien escribió "No Thanks Land" y "Chinook Land" en pintura roja.
La estatua fue derribada en octubre de 2020, luego de una serie de remociones de estatuas en Portland durante las protestas por la muerte de George Floyd. A principios de año, los manifestantes derribaron las estatuas de Thomas Jefferson y George Washington, y la estatua de Abraham Lincoln y Theodore Roosevelt, Rough Rider fueron derribadas durante el Día de la Ira de los Pueblos Indígenas (11 de octubre).
En febrero de 2021, apareció en el pedestal un busto de York de un artista desconocido. Fue representado como calvo y una placa decía: "El primer afroamericano en cruzar América del Norte y llegar a la costa del Pacífico". La comisionada de parques, Carmen Rubio, dijo: "Deberíamos considerar esta instalación tanto por la pieza importante que es como por un recordatorio muy necesario para los líderes de la ciudad para acelerar nuestro trabajo de erradicar la supremacía blanca en nuestras instituciones, particularmente en nuestro gobierno municipal, donde muchos procesos excluyen la participación de la comunidad y desalientan el compromiso". A partir del 20 de febrero, la ciudad planeó mantener el busto en exhibición, según Rubio, para "garantizar que las políticas de nuestra ciudad con respecto a monumentos, reconocimientos y nombres afiliados a parques reflejen nuestro compromiso con una historia de contribuciones a Portland más completa e inclusiva desde el punto de vista racial". ". Adena Long, directora de Portland Parks & Recreation, dijo que la instalación sorprendió a la oficina. El busto fue derribado en julio de 2021.

## Recepción
En 1931, The Oregonian dijo que Scott está representado con una "pose poderosa, que simboliza la idea del hombre de visión", y se citó a Leslie Scott diciendo: "Borglum ha hecho una excelente pieza de modelado, y creo que nuestra gente va a valorarlo como obra de arte y como un buen retrato". Janet Moore describió la estatua como "heroica" en 1951 y escribió: "Portland tiene la suerte de poseer esta excelente muestra del trabajo de Borglum".
En 1965, John Painter Jr. de The Oregonian calificó la estatua de "dramática" y dijo que la mayoría de los residentes de Portland no estaban familiarizados con el "dilema" sobre el sitio de instalación de la obra de arte. En su "fascinante historia de 25 gemas de arte público de Portland" (2017), Douglas Perry del periódico dijo que la escultura "es una prueba más de que a Borglum le gustaba pensar en grande", con Scott "[teniendo] la postura y el aspecto de un político radical".
La estatua se ha incluido en guías publicadas para caminar, senderismo, ciclismo, y otras guías exploratorias de Portland, así como en viajes por carretera del Noroeste del Pacífico, como un atractivo del Monte Tabor.